# Dwikozy

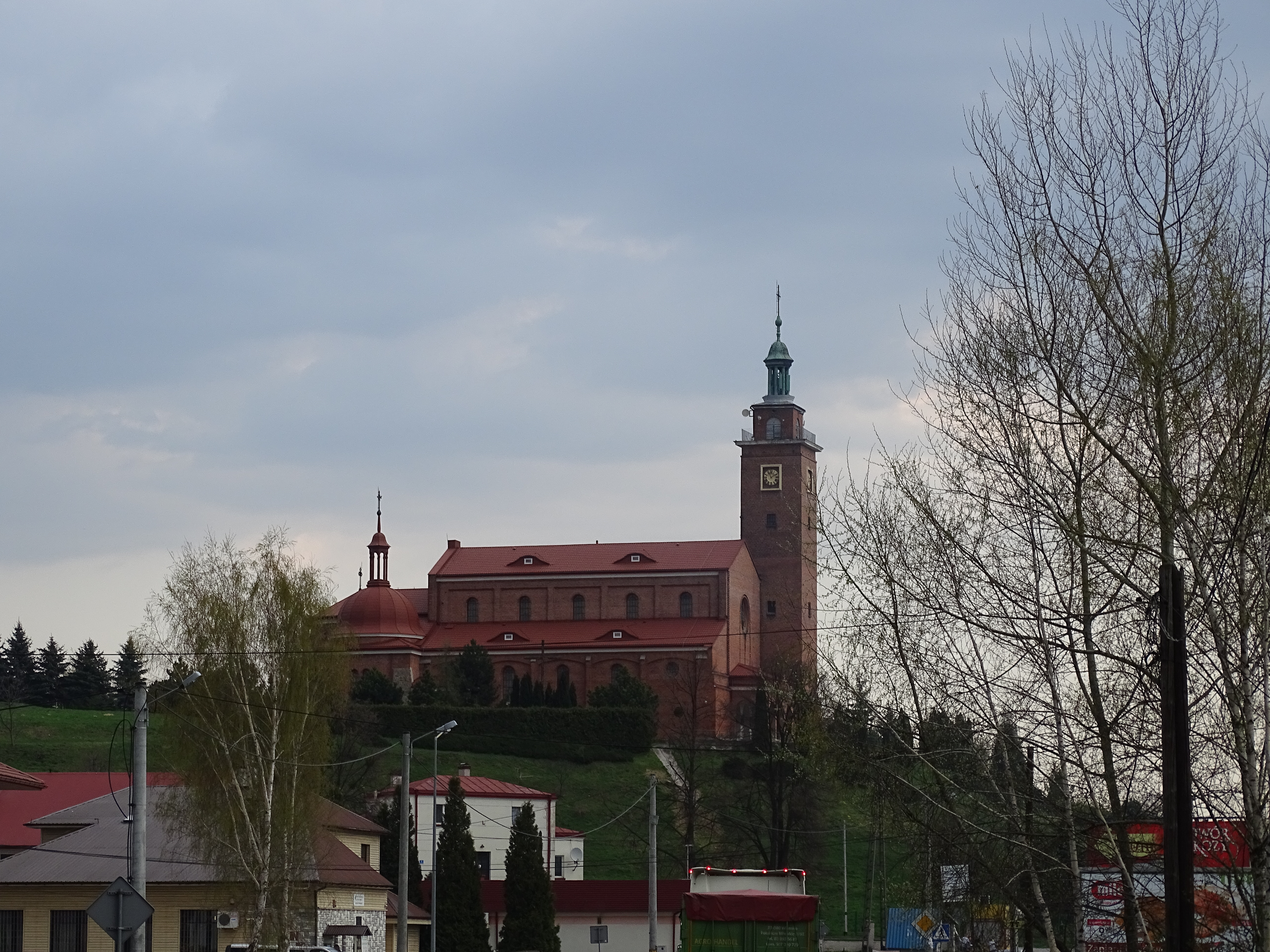
L'église paroissiale.

Dwikozy est un village de la voïvodie de Sainte-Croix et du powiat de Sandomierz. Il est le siège de la gmina de Dwikozy et comptait 2 100 habitants en 2006.